# 어구항
어구항은 경상남도 거제시 둔덕면 어구리에 있는 어항이다. 2003년 2월 3일 어촌정주어항으로 지정하여 관리하고 있다. 시설관리자는 거제시장이다.

## 어항 연혁
- 영조(英祖) 45年(1769)의 방리(坊里)는 없고 하둔덕방(下屯德坊)에 속하다가 고종(高宗) 32年(1895)에 어구리(於九里)가 되었으나 본래는 남부면(南部面) 저구(猪仇)와 같이 어구(於仇)라 하여 왜구들이 풍량때 피해 들어오거나 임진왜란때 방어하던 곳이였으며 1915년 어구리(於九里)로 법정되었음은 이는 둔덕면 9개리의 끝마을이라는 뜻이라도 한다. 그러나 고려 의종왕이 복위를 꿈꿔 무기를 만들고 외인을 출입금지 시켜 외인금이라 부르고 있으며 천혜의 어항이기 때문에 어구(漁口)라 하였다고 전하기도 한다.

## 어항 구역
- 수역: 미지정(거제시 둔덕면 어구리 142-18번지 수역)
- 육역: 미지정

## 어항 시설
- 물양장, 선착장

## 주요 어종
- 장어, 굴, 멍게, 감성돔, 노래미